# Black Rain (album Ozzy’ego Osbourne’a)
Black Rain – dziesiąty album studyjny brytyjskiego wokalisty i muzyka Ozzy’ego Osbourne’a, wydany 22 maja 2007roku przez wytwórnię Epic Records. Black Rain jest następcą wydanego w 2001 albumu Down to Earth. Kupno limitowanej wersji albumu dawało szansę na darmowy bilet na Ozzfest 2007.
Krótkie fragmenty większości piosenek można było usłyszeć przedpremierowo na stronie ozzy.com, a pierwszy singel „I Don’t Wanna Stop” był udostępniony w całości na ozzy.com 13 kwietnia.
Ozzy oświadczył, iż jest to pierwszy album, który nagrał trzeźwo. Album był dostępny (najprawdopodobniej wyciekł z Internetu) 16 maja, na dzień przed swoją oficjalną premierą w Polsce, 17 maja.

## Lista utworów
Źródło.
1. „Not Going Away” (Ozzy Osbourne, Zakk Wylde, Kevin Churko) – 4:32
2. „I Don’t Wanna Stop” (Ozzy Osbourne, Zakk Wylde, Kevin Churko) – 3:58
3. „Black Rain” (Ozzy Osbourne, Zakk Wylde, Kevin Churko) – 4:42
4. „Lay Your World On Me” (Ozzy Osbourne, Zakk Wylde, Kevin Churko) – 4:16
5. „The Almighty Dollar” (Ozzy Osbourne, Kevin Churko) – 6:57
6. „11 Silver” (Ozzy Osbourne, Zakk Wylde, Kevin Churko) – 3:42
7. „Civilize the Universe” (Ozzy Osbourne, Zakk Wylde, Kevin Churko) – 4:43
8. „Here for You” (Ozzy Osbourne, Zakk Wylde, Kevin Churko) – 4:37
9. „Countdown's Begun” (Ozzy Osbourne, Zakk Wylde, Kevin Churko) – 4:53
10. „Trap Door” (Ozzy Osbourne, Kevin Churko) – 4:03

Utwory bonusowe
1. „I Don't Wanna Stop" (Live) - 3:44
2. „Not Going Away” (Live) - 4:36
3. „Here for You” (Live) - 5:22
4. „Nightmare” (japońska wersja albumu oraz przedsprzedaż iTunes) - 4:40
5. „I Can't Save You” (japońska wersja albumu) - 3:32
6. „Love to Hate” (przedsprzedaż iTunes) - 3:57

## Twórcy
Źródło.
| - Ozzy Osbourne – śpiew, producent - Zakk Wylde – gitara, instrumenty klawiszowe - Rob „Blasko” Nicholson – gitara basowa - Mike Bordin – perkusja - Kevin Churko – producent, inżynier, miksowanie - Joshua Marc Levy – oprawa graficzna, dizajn, logo - Zack Fagan - inżynier | - Vic Anesini - mastering - Vlado Meller - mastering - Steve Macmillan - miksowanie - Michael Caplan - A&R - Joseph Cultice - zdjęcia - Clayton Janes - realizacja nagrań - Greg Price - realizacja nagrań |

## Pozycje na listach
| Lista         | Kraj              | Pozycja |
| ------------- | ----------------- | ------- |
| Billboard 200 | Stany Zjednoczone | 3       |
| OLiS          | Polska            | 22      |